# 믹키 돌렌즈

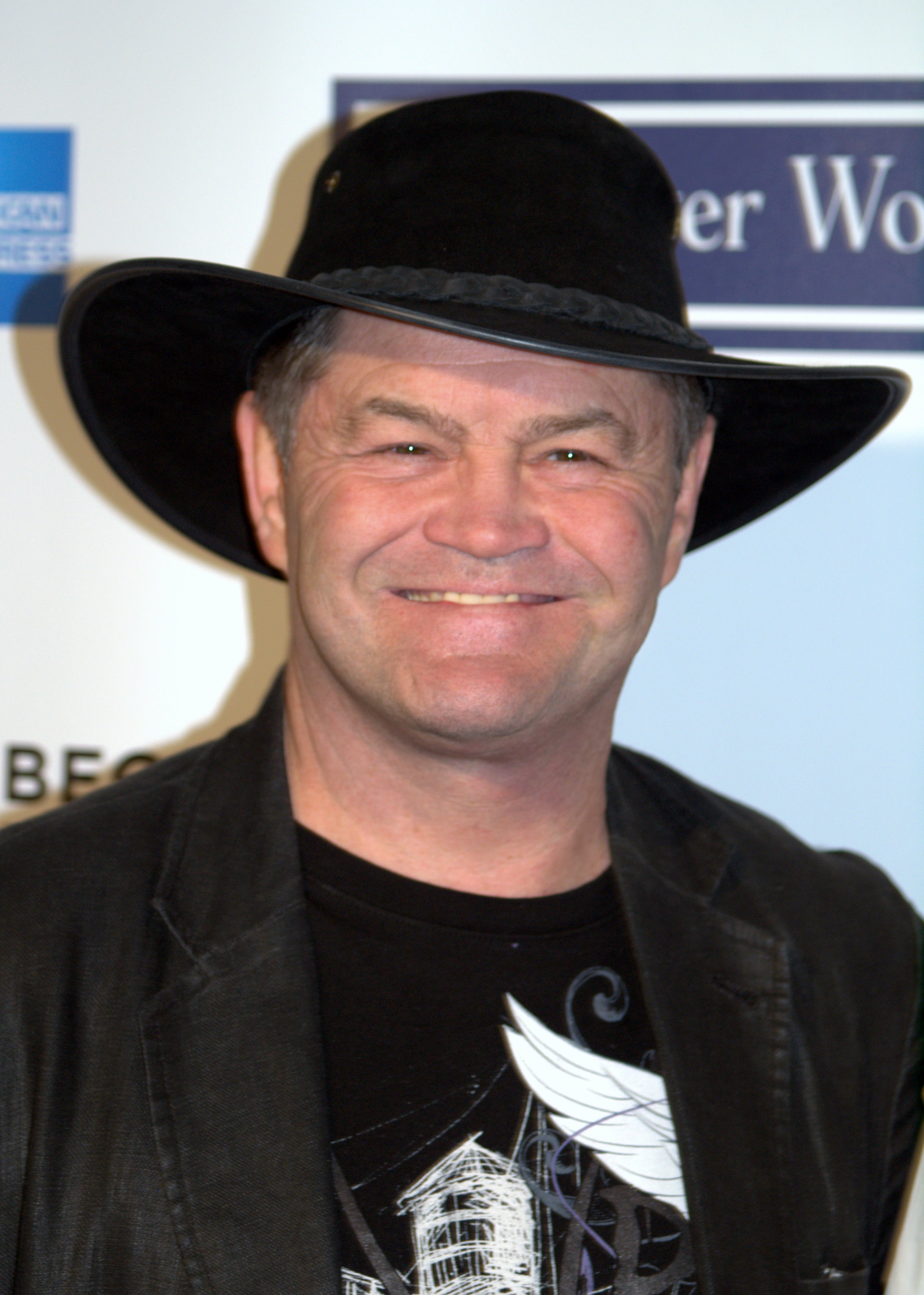

미키 돌런즈(Micky Dolenz, 1945년 3월 8일 ~ )는 미국의 음악가, 가수, 배우, 드럼 연주자, 디스크 자키, 텔레비전 배우, 기타 연주자, 작곡가 겸 작사가, 성우, 무대 연출가, 각본가, 영화 프로듀서이다.
로스앤젤레스에서 태어났다.

## 영화
- 메가 파이톤 VS 게토로이드 (2011년) - 본인 역
- 더 보이즈 - 셔먼 브라더스 스토리 (2009년)
- 할로윈: 살인마의 탄생 (2007년)
- 엄마는 투명 인간 2 (1999년)
- 비하인드 더 뮤직 (1997년) - 본인 역
- 러브 버그(영어판) (1997년)
- 패시픽 블루 (1996년)
- 브래디 펀치 (1995년) - 본인 역
- 보이 미츠 월드 (1993년)
- 단판 승부 (1993년)
- 린다 러브레이스를 대통령으로 (1975년)
- 헤드 (1968년) - 믹키 역